# Пуерториканско тоди
Пуерториканското тоди (Todus mexicanus) е вид птица от семейство Тодиеви (Todidae).

## Разпространение
Видът е разпространен в Пуерто Рико.